# Gringet
Le Gringet B est un cépage cultivé en France. Il est endémique du vignoble de Savoie.

## Origine
Régulièrement assimilé à une variante du savagnin jaune ou d'une autre variété de la famille des Traminers, les origines de ce cépage sont encore méconnues et les différents tests ADN visant à identifier des liens de parenté avec d'autres cépages ont montré une parenté avec l'altesse,.
Il est essentiellement cultivé dans la vallée de l'Arve et plus précisément dans le vignoble d'Ayze (AOC). Seule cette appellation exploite ce cépage sur une superficie qui ne représente qu'une vingtaine d'hectares. (30 hectares en 1994).

## Caractères ampélographiques

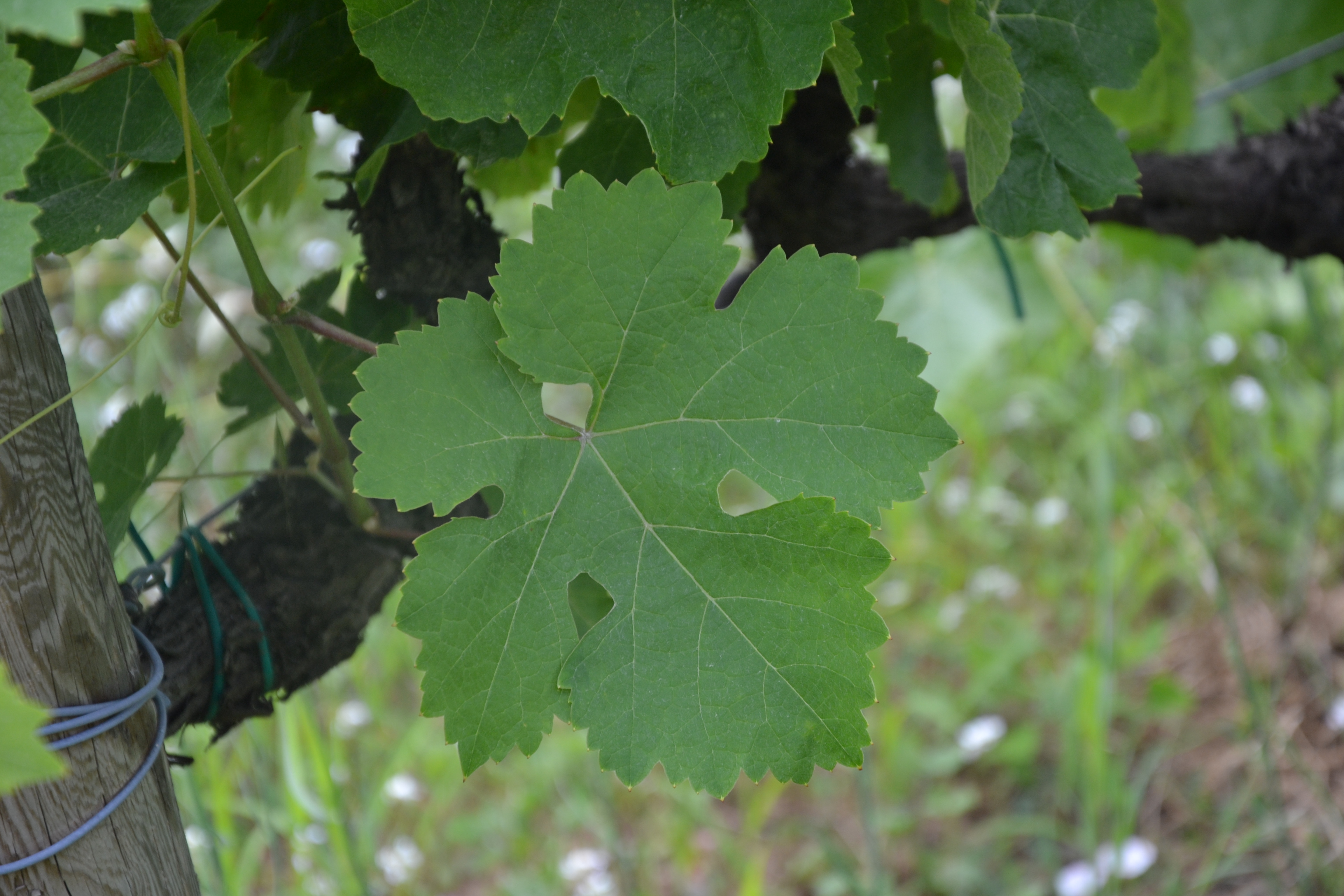
feuille de cépage Gringet.

Les jeunes feuilles sont vertes. Les feuilles adultes sont entières ou légèrement trilobées, le sinus pétiolaire est presque fermé ou fermé. Le limbe est plan et bordé de dents courtes ou moyennes et droites ou convexes. Les grappes sont grosses et les baies petites de forme arrondie.

## Aptitudes

### Culturales
Le Gringet est moyennement fertile et son port retombant nécessite un palissage et une taille courte ou en guyot simple. Assez exigeant quant au sol et au site, il apprécie les éboulis.
Maturité moyenne (deux semaines après le chasselas).

### Sensibilité aux maladies
Le gringet craint l'érinose, l'oïdium et plus encore le mildiou.

### Technologiques
Ce cépage donne le plus souvent des vins effervescents. Les arômes sont légers, marqués par des senteurs florales.

## Sources